# Proyecto Xanadú
El proyecto Xanadú (en inglés: Project Xanadu) es el primer proyecto de hipertexto fundado en 1960 por Ted Nelson.

## Historia
La idea de Xanadú surgió después de una visita al Xerox PARC, y consistía básicamente en concebir un documento global y único que cubra todo lo escrito en el mundo, mediante una gran cantidad de ordenadores interconectados, que contenga todo el conocimiento existente o, mejor dicho, información en forma de hipertexto.
El nombre del proyecto, Xanadú, fue tomado al parecer de un poema de Samuel Taylor Coleridge; Nelson interpretó la palabra como "Ese mágico sitio de la memoria literal donde nada se pierde nunca" (en el poema era el palacio de Kublai Khan). La idea fue concebida en 1957 y expuesta en su libro "Literary Machines".
Se pretendía crear un mar de documentos relacionados mediante enlaces hipertextuales, todos disponibles. A esto se unía un sistema de gestión y cobro de derechos de autor, de tal modo que si alguien utilizaba una obra ajena, la citaba, o la incorporaba a una suya, el sistema se encargaría de rastrear la reutilización, cobrar por ella, y hacer llegar al propietario la cantidad devengada. A esta doctrina, se le denomina transcopyright y supone un sistema de autorizaciones que permite a cualquiera reutilizar cualquier trozo (de cualquier tamaño) del material de cualquier otro autor en un nuevo documento. 
En su proyecto subyace una filosofía de apertura democrática: las condiciones de acceso son libres y justas, a autores y lectores; cualquiera puede ubicar su creación en Xanadú pagando: el criterio económico está presente y el precio dependerá del medio utilizado y del espacio que ocupe, es decir, se juega con la lógica del espacio ocupado relacionado entre lo que se paga y los recursos utilizados.
El proyecto Xanadú nunca llegó a terminarse, pero Nelson ha demostrado que, con la aparición de la World Wide Web, su idea no era ninguna utopía. De hecho, actualmente sigue trabajando en ella. No se puede negar la influencia que de estas ideas han llegado en la evolución de los sistemas del hipertexto tal y como se conciben hoy día.

## Las 17 reglas originales
1. Todo servidor de Xanadú es identificado de manera única y segura.
2. Todo servidor de Xanadú puede operar de manera independiente o en una red.
3. Todo usuario es identificado de manera única y segura.
4. Todo usuario puede buscar, recuperar, crear o almacenar documentos.
5. Todo documento puede constar de cualquier número de partes, cada una de las cuales puede consistir en cualquier clase de datos.
6. Todo documento puede contener links de cualquier tipo, incluidas copias virtuales (o "inclusiones"), a cualquier otro documento en el sistema accesible a su propietario.
7. Los links son visibles y pueden ser seguidos desde todos endpoints.
8. El permiso para acceder a un documento se autoriza de forma expresa con el acto de publicación.
9. Todo documento puede contener un mecanismo de royalties de cualquier grado de granularidad deseado para asegurar el pago del acceso a cada porción, incluidas copias virtuales (o "inclusiones"), de la totalidad o parte del documento.
10. Todo documento es identificado de manera única y segura.
11. Todo documento puede tener controles de acceso seguro.
12. Todo documento puede ser rápidamente buscado, almacenado y recuperado sin el conocimiento del usuario acerca de dónde está físicamente almacenado.
13. Todo documento es automáticamente trasladado a un almacenamiento físico apropiado a su frecuencia de acceso desde cualquier localización dada.
14. Todo documento es automáticamente almacenado de manera redundante para mantener la disponibilidad incluso en caso de desastre.
15. Todo proveedor de servicios de Xanadú puede cobrar a sus usuarios conforme a cualquier tarifa elegida por el almacenamiento, devolución o publicación de documentos.
16. Toda transacción es segura y auditable solo por las partes de la misma. El protocolo de comunicación cliente-servidor de Xanadú es un estándar abiertamente publicado.
17. El desarrollo e integración de software de terceros está fomentado.

## Fundador
Ted Nelson es un filósofo, sociólogo y pionero de la tecnología de la información estadounidense. Actualmente es profesor de Environmental Information en la Universidad de Keiō, Japón, y profesor de multimedia en la Universidad de Southampton, Inglaterra. Pero por lo que es más conocido es por acuñar los términos hipertexto e hipermedia y por ser el fundador del proyecto Xanadú en la década del 60. La idea de Xanadu -surgida después de una visita al Xerox PARC- era crear una biblioteca en línea con toda la literatura de la humanidad. Su padre era Ralph Nelson, director premiado con un Emmy de la Academia, y su madre, Celeste Holm, actriz norteamericana de televisión, también premiada con dicho galardón. El empuje principal de su trabajo ha sido hacer que los ordenadores sean fácilmente accesibles a la gente normal. Su lema es: “la interfaz debe ser tan simple que un principiante en una emergencia pueda entenderlo en un plazo de 10 segundos”.
Nelson obtuvo la licenciatura en Filosofía por la Universidad de Swarthmore en 1959. Realizó un máster en Sociología en la Universidad de Harvard en 1963 y realizó su doctorado en la Universidad de Keiō en 2002. En 1998 en la séptima Conferencia de WWW en Brisbane, Australia, se le otorgó la concesión conmemorativa de Yuri Rubinsky. El mismo comentó a la audiencia que era el primer reconocimiento que recibía por su trabajo. En 2001 fue nombrado Caballero de la Orden de las Artes y Letras de Francia. En 2004 fue nombrado profesor honorario del Wadham College de Oxford y es profesor asociado del Oxford Internet Institute, en donde actualmente desarrolla su investigación.

## Referentes cinematográficos
Xanadú ha sido un nombre asignado para muchas producciones cinematográficas. 
Xanadú es una película de 1980, catalogada como fantasía musical, dirigida por Robert Greenwald. Es un remake no-oficial de la película de 1947 "Down to Earth" protagonizada por Rita Hayworth. La cinta fue protagonizada por la cantante australiana Olivia Newton-John, Michael Beck y Gene Kelly entre otros y las canciones de la banda sonora original están a cargo de la misma Olivia, la Electric Light Orchestra, el ídolo-pop del Reino Unido Cliff Richard y el grupo de rock, basado en arte, oriundos de San Francisco, The Tubes, todo a cargo de Jeff Lynne. 
También podemos encontrar el referente en la mansión llamada Xanadú del film Ciudadano Kane, una película estadounidense de 1941 dirigida, escrita, producida y protagonizada por Orson Welles. Está considerada como una de las obras maestras de la historia del cine, siendo particularmente alabada por su innovación en la música, la fotografía y la estructura narrativa.
Tanto Ted Nelson, como el Proyecto Xanadú son nombrados en el anime Serial Experiments Lain.